# قراصنة الوحوش
قراصنة الوحوش هم طاقم قراصنة سيئ السمعة وقوي للغاية بقيادة كايدو وهو أحد الأباطرة الأربعة. يقع مقرهم في دولة وانو، تحديداً في أونيغاشيما.
على مدى العقدين الماضيين، عزز الطاقم قوته في وانو، التي احتلوها من خلال تحالف مع «شوغون» البلاد، كوروزومي أوروتشي.
في الآونة الأخيرة، دخل قراصنة الوحوش في تحالف جديد مع قراصنة البيغ مام، وهو طاقم إمبراطور آخر، من أجل خطط لغزو العالم؛ هذه الخطط، وفقًا لـ «مشروع اونيغاشيما الجديد» من كايدو، شهد في النهاية اعتبار أوروتشي غير ضروري فقتل غدرًا على يد كايدو خلال مهرجان النار الأخير.

## الاعضاء
كايدو قبطان الطاقم، الحاكم الاعلى، وأحد الاباطرة الاربعة. ينقسم طاقم قراصنة الوحوش إلى سبعة أقسام رئيسية وهم الكوارث وألذين يعتبرون نوابه وثم يليهم الطيور الستة وثم الأعداد وثم الرؤوس وثم الموهوبين وثم المبتسمين وثم المنتظرين. ويصل تعداد أسطول كايدو إلى 20 ألف وهم الطاقم الأكبر بين كل القراصنة ومن ضمنهم 500 من مستخدمي فواكه الزون الإصطناعية.

### الكوارث

#### كينغ الحريق
كينغ الحريق أحد شخصيات مانغا وأنمي ون بيس، عضو في قراصنة الوحوش وهو أحد نواب كايدو المعروفون باسم الكوارث الثلاث وهو يعتبر ذراع كايدو اليمنى، لديه فاكهة ريو ريو نومي من نوع زون طائر تسمح له بالتحول لتنين تيرانودون

#### كوين الوباء
هو المسؤول عن سجن أودون وله فاكهة زون ديناصور عتيقة من نوع براكيوصور.توجد مكافأة على رأسه وقيمتها 1,320,000,000بيري.

#### جاك الجفاف
هو الكارثة الثالثة في صفوف طاقم كايدو وهو المسؤول عن اتمام المهمات خارج وانو، له فاكهة زون عتيقة من نوع ماموث.

### طواقم قراصنة تابعة
قراصنة دريك، قراصنة اون اير، قراصنة هوكينز.